# STS–76
Az STS–76 jelű küldetés az amerikai űrrepülőgép-program 76., a Atlantis űrrepülőgép 16. repülése.

## Jellemzői
A Shuttle–Mir program keretében a harmadik Space Shuttle küldetés amelyik dokkolt a Mir űrállomáson. Shanon Lucid űrhajósnőt szállította hosszú távú szolgálat teljesítésre, aki a 21. rezidens legénység tagja lett. Az első amerikai nő, aki hosszú távú programot teljesített. Megdöntötte Norman Earl Thagard tartózkodási rekordját. Szolgálatában John Elmer Blaha váltotta.

## Első nap
1996. március 22-én a szilárd hajtóanyagú gyorsítórakéták, Solid Rocket Booster(SRB) segítségével Floridából, a Cape Canaveral (KSC) Kennedy Űrközpontból, a LC39–A (LC–Launch Complex) jelű indítóállványról emelkedett a magasba. Az orbitális pályája 9,5 perces, 51,6 fokos hajlásszögű, elliptikus pálya perigeuma 389 kilométer, az apogeuma 411 kilométer volt. Felszálló tömeg indításkor 111 740 kilogramm, leszálló tömeg 95 396 kilogramm. Szállított hasznos teher 6753 kilogramm
Az űrrepülőgép a Kristall modul végén elhelyezett dokkoló berendezésnél kapcsolódott az űrállomáshoz. Az űrrepülőgép életfenntartó anyagokat (vizet, élelmiszert), műszereket, csere berendezéseket vitt magával. Visszafelé kutatási eredményeket, kész anyagokat, valamint a keletkezett hulladékot szállította a Földre. Az űrrepülőgép életfenntartó anyagokat (680 kilogramm vizet és élelmiszert), 2 tonna tudományos berendezést, csere berendezéseket vitt magával. Visszafelé kutatási eredményeket, kész anyagokat, valamint a keletkezett hulladékot szállította a Földre. Leválás után az űrrepülőgép lassú sodródása következett, majd 600 méter távolságban indították a motorokat.

## Hasznos teher
1. Az amerikai gyártmányú SpaceHab mikrogravitációs laboratóriumban a legénység biológiai, anyag előállítási (kutatási) és egyéb megrendelések kísérleteit végezte, vagy az automatikus folyamatokat ellenőrizte. 11 különálló tudományos vizsgálat lefolytatására került sor növények, szövetek, sejtek, baktériumok, rovarok valamint a súlytalanságban kialakuló izom- és csontvesztés mérése.
2. Middeck Glovebox Facility (MGBX) – veszélyes anyagok égetése ! Egy zárt térbe helyezik a veszélyes anyagot, majd elégetik.
3. KidSat – az űrprogram lehetőséget biztosított középiskolák részére, hogy az elfogadott programjukat mikrogravitációs környezetben teszteljék.
4. Commercial Protein Crystal Growth (CPCG-09) – kereskedelmi megrendelésre protein növesztés (gyógyszeralapanyag gyártás).
5. Shuttle Amateur Radio Experiment (SAREX) – rádióamatőr kapcsolat végzése több iskolával, amatőr rádióssal.
6. IMAX Cargo Bay Camera (ICBC) – dokumentálás (kiértékelés) céljából minden eseményt űrminősítésű kamerákkal filmre vettek.
7. Get Away Special – tartályokban elhelyezett programcsomagok (automatikusan végezte a kísérletet, kutatást, anyag előállítást).
8. Trapped Ions in Space (TRIS) – felfedezett, új kozmikus sugárzási forrás mérése.

### Űrséták
A hatodik napon az első amerikai űrhajósok, akik az orosz Mir űrállomás elhagyásával végeztek űrsétát (kutatás, szerelés). A szabad mozgást lehetővé tevő szkafandert, az átkapcsolható rögzítőkötéseket és a végezhető munkafolyamatokat tesztelték.
(zárójelben a dátum és az időtartam)
- EVA 1: Godwin és Clifford (1996. március 27., 6 óra 02 perc és 28 másodperc)

## Kilencedik nap
1996. március 31-én Kaliforniában az Edwards légitámaszponton (AFB) szállt le. Összesen 9 napot, 5 órát, 16 percet és 48 másodpercet töltött a világűrben. 6 100 000 kilométert (3 800 000 mérföldet) repült, 145 alkalommal kerülte meg a Földet. Egy különlegesen kialakított Boeing 747 tetején visszatért kiinduló bázisára.

## Személyzet
(zárójelben a repülések száma az STS–76 küldetéssel együtt)
- Kevin Patrick Chilton (3), parancsnok
- Richard Alan Searfoss (2), pilóta
- Ronald Michael Sega (2), küldetésfelelős
- Michael Clifford (3), küldetésfelelős
- Linda Maxine Godwin (3), küldetésfelelős
- Shannon Matilda Wells Lucid (4), küldetésfelelős

### Tartalék személyzet
John Elmer Blaha küldetésfelelős

### Visszatérő személyzet
- Kevin Patrick Chilton (3), parancsnok
- Richard Alan Searfoss (2), pilóta
- Ronald Michael Sega (2), küldetésfelelős
- Michael Clifford (3), küldetésfelelős
- Linda Maxine Godwin (3), küldetésfelelős